# Эстосадок
Эстосадо́к или Э́сто-Садо́к — село в Адлерском районе муниципального образования город-курорт Сочи в Краснодарском крае. Входит в состав Краснополянского поселкового округа.

## География

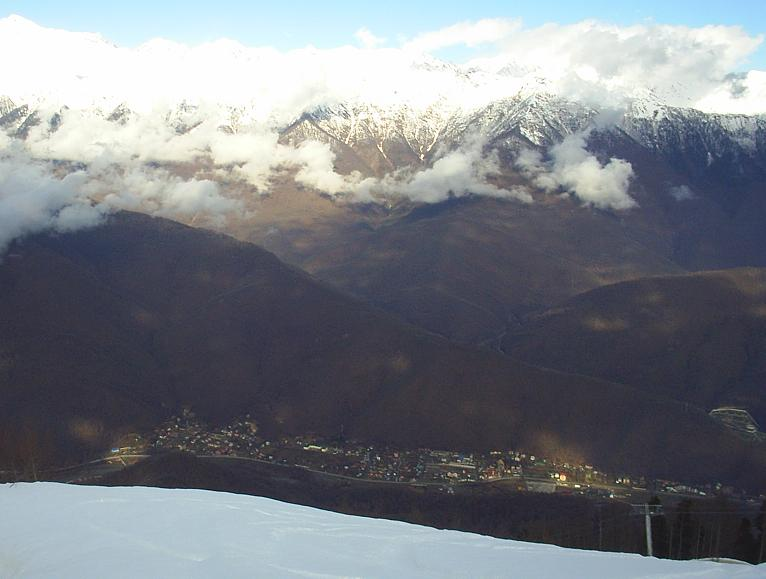
Вид на село с хребта Аибга

Селение расположено в юго-восточной части Адлерского района города-курорта Сочи, по обоим берегам реки Мзымта. Находится в 3 км к востоку от окружного центра Красная Поляна, в 45 км к северо-востоку от районного центра Адлер и в 77 км от Центрального Сочи (по дороге). Расстояние до побережья Чёрного моря составляет 48 км. Через село проходит железнодорожная станция Эсто-Садок на линии Адлер — Красная Поляна.
Населённый пункт расположен в горной зоне Причерноморского побережья. Рельеф местности в основном гористый с ярко выраженными колебаниями относительных высот. Средние высоты на территории села составляют около 698 метров над уровнем моря. На юге над селением возвышается хребет Аибга с одноимённой вершиной, чья абсолютная высота составляет 2 509 метров. К северу от села проходит граница Кавказского биосферного заповедника.
Гидрографическая сеть в основном представлена бассейном рекой Мзымта. В районе села в него впадает реки — Ачипсе, Пслух, Сулимовский и другие. В окрестностях имеются несколько каскадов и источников.
Климат в селе переходный от субтропического к континентальному. Среднегодовая температура воздуха составляет около +11,5°С, со средними температурами июля около +20,5°С и средними температурами января около +2,5°С. Среднегодовое количество осадков составляет около 1400 мм. Основная часть осадков выпадает в зимний период.

## История
Селение было основано в 1886 году как посёлок Эстонский (Эстонка), 36 эстонскими семьями-переселенцами. Сначала данные семьи поселились в Красной Поляне, а потом основали Эсто-Садок на землях, опустевших после выселения убыхов и садзов.
29 декабря 1912 года на сходе граждан, посёлок Эстонский был переименован в Эсто-Садок.

## Население
| 2002 | 2010 |
| ---- | ---- |
| 704  | ↗890 |

Национальный состав
По данным Всероссийской переписи населения 2010 года:
| Народ   | Численность, чел. | Доля от всего населения, % |
| ------- | ----------------- | -------------------------- |
| русские | 786               | 88,3 %                     |
| эстонцы | 43                | 4,8 %                      |
| греки   | 11                | 1,2 %                      |
| армяне  | 10                | 1,1 %                      |
| другие  | 40                | 4,5 %                      |
| всего   | 890               | 100 %                      |

## Экономика
Экономика Эсто-Садка, также как и экономика Красной Поляны, в основном развита в сфере услуг. В посёлке находятся:
- Горнолыжный комплекс «Альпика-Сервис»
- Горно-туристический центр ОАО «Газпром»
- Горнолыжный комплекс «Горная карусель»
- Горнолыжный комплекс «Роза Хутор»

В рамках программы подготовки к Олимпиаде 2014 года, была построена одноимённая станция на проходящей через Эсто-Садок железной дороге. В 2010 году, ещё до постройки станции, стало известно о планах РЖД частично её демонтировать после завершения олимпиады.

## Достопримечательности
В Эсто-Садке расположены объекты:
- Дом-музей Антона-Хансена Таммсааре
- Крепость Ачипсе
- Эсто-Садокский мост
- Старая эстонская дорога до посёлка Красная Поляна

## Фотографии

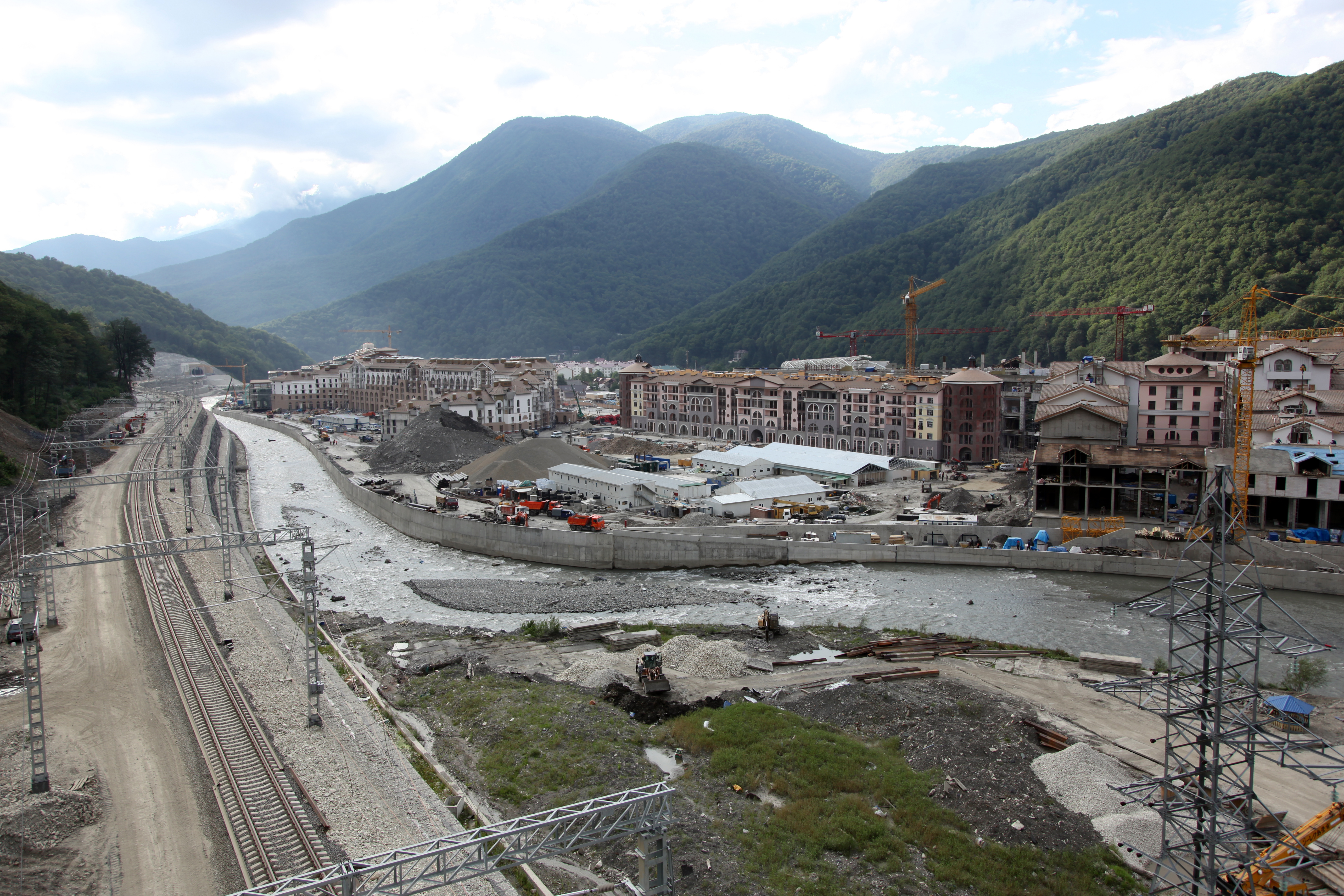
Строительство комплекса Горки город в посёлке Эсто-Садок
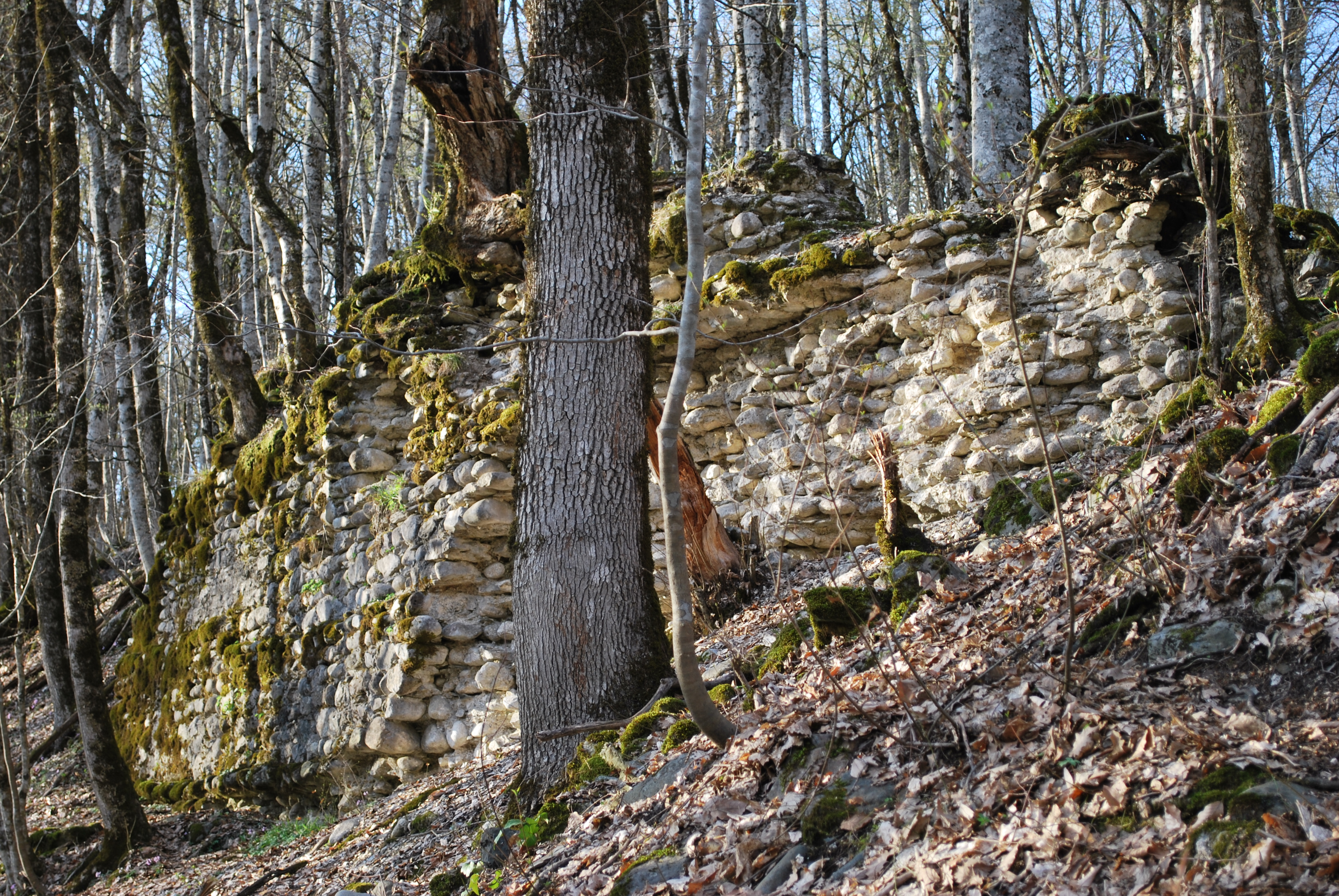
Крепость Ачипсе
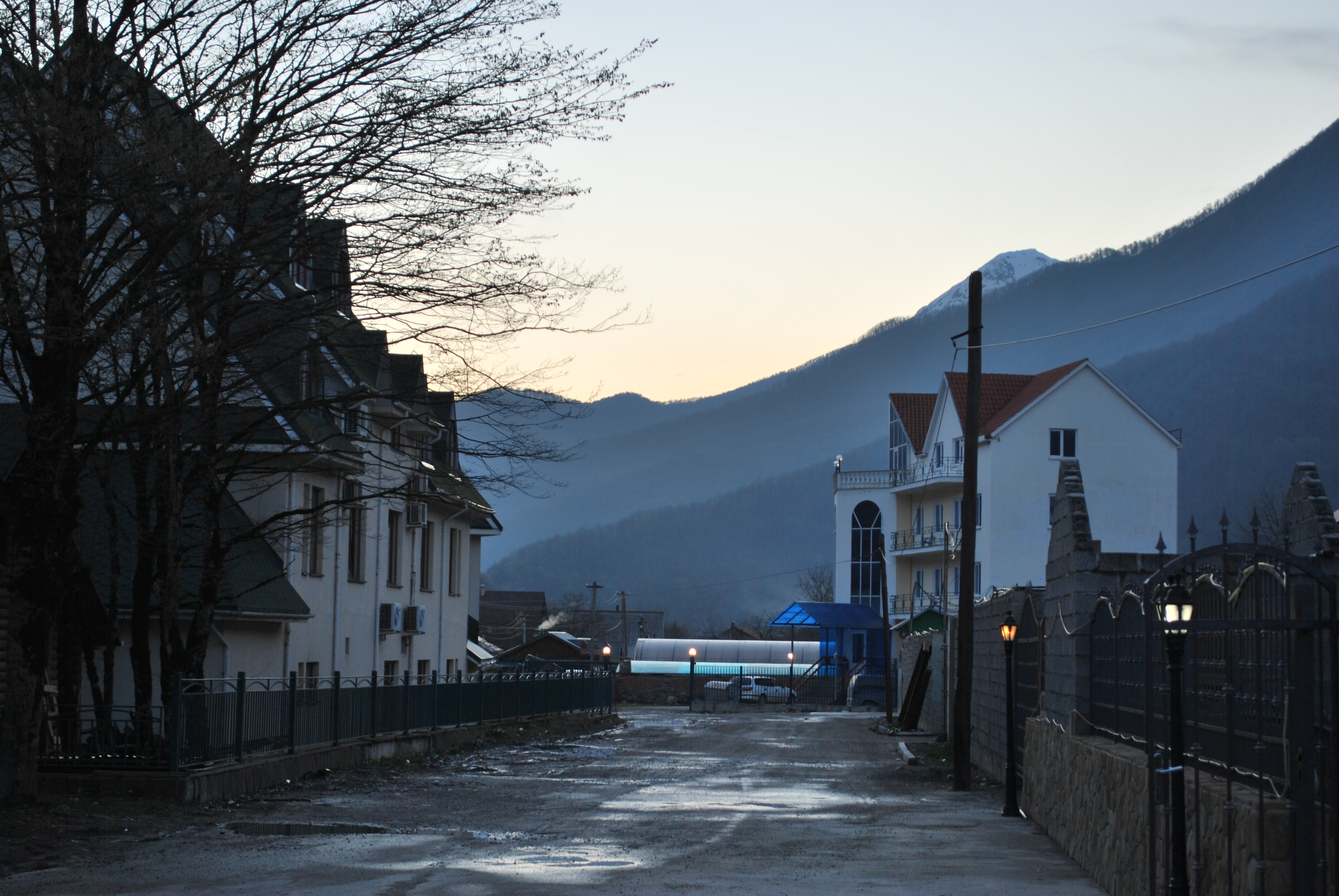
Вечерний Эсто-Садок
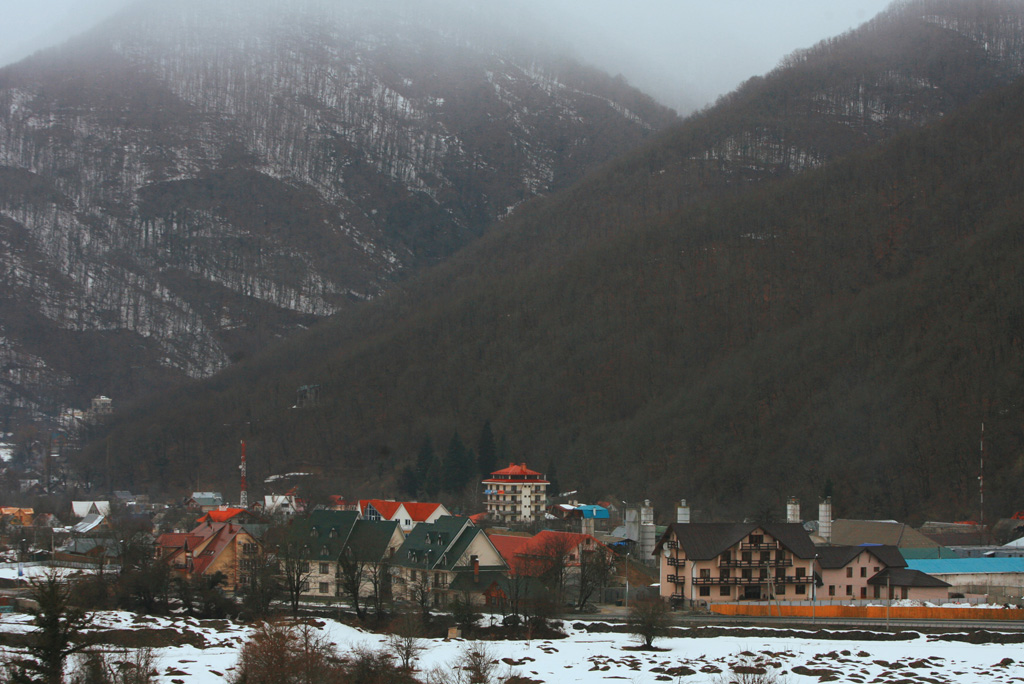
Вид на село зимой